# Falc (banda)
Falc (también denominada Falk) fue una banda de heavy metal formada en Quito, Ecuador.

## Trayectoria
La agrupación fue conformada en 1997 por el cantante Guillermo Núñez, los guitarristas Hittar Cuesta (reemplazado después por Juan Carlos Velasco) y Guillermo Fierro, el bajista Francisco Velasco y el baterista Rodrigo Carrillo (sucedido por Renato Yépez). Con esta alineación componen sus primeros temas, siendo incluidos en el disco compilatorio La Zona del Metal (Volumen 1) de 1998 y editando en 1999 su primer álbum, Perdido en el tiempo. 
En 2000, Damián Morales toma el lugar de Guillermo Fierro y en 2002 Falc lanza su siguiente trabajo, Segunda Luna, al que sigue en 2004 Más cerca del infierno, que graban con Iván Ulloa como nuevo cantante.
Durante la década de los 2000 participaron en diversos conciertos y eventos en Ecuador como el Festival Concha Acústica de la Villa Flora y tras el reencuentro de la agrupación en el concierto y ensamble Rock Sinfónico de Quito.

## Última alineación
- Iván Ulloa (voz)
- Damián Morales (guitarra)
- Pablo Dueñas (guitarra)
- Jorge Cáceres (batería)

## Discografía
- Perdido en el tiempo (1999)
- Segunda Luna (2002)
- Más cerca del infierno (2004)
- LCDXVI Lux Facta Ex (2008)
- Falc V (2017)